# 성 니콜라우스의 날

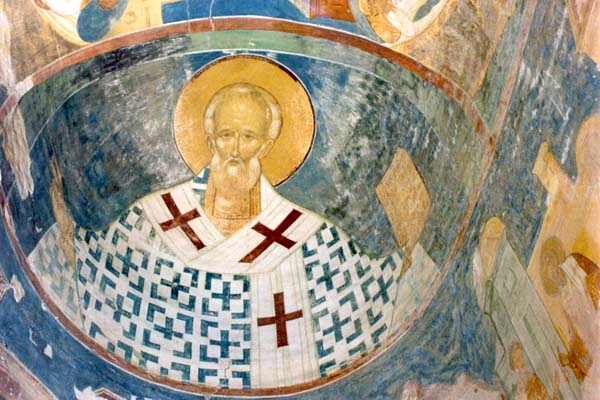

성 니콜라우스의 날(Saint Nicholas Day) 혹은 성 니콜라스의 날은 서부 기독교 국가에서 12 월 5,6일에, 동부 기독교 국가에서 12월 19일에 기념하는 기념일이다. 미사 또는 다른 예배의 출석뿐만 아니라 선물을 주고 받음으로써 성 니콜라우스의 명성을 기리는 기독교 기념일이다. 이는 프랑스, 벨기에, 이탈리아, 스페인을 포함한 유럽 각 나라에서 유명한 기념일이지만 벨기에, 미국, 영국, 호주 등 세계적으로 법적 공휴일은 아니다. 이 날에는 유럽, 특히 독일과 폴란드에서 아이들은 가난한 사람들을 위해 구호품을 받기 위한 옷을 입는다. 우크라이나에서는 어린이들이 성 니콜라스가 와서 베개 밑에 선물을 주고 갈 것이라고 기다린다. 한 해 동안 나쁘게 행동 한 아이들은 베개 밑에 나뭇 가지나 석탄 조각을 발견 할 것이라는 설이 있다. 네덜란드에서는 세인트 니콜라스의 말 조각상에 건초와 당근을 두는 전통이 있다.

## 유래
성 니콜라스는 4 세기 그리스의 주교 마이라 니콜라스(Myra Nicholas)에서 파생된 명칭이다. 그는 평생 동안 그의 신발이나 부츠에 동전을 넣어 다녔고, 이것이 오늘날 많은 크리스마스 전통처럼 머리 맡에 선물을 두는 전통의 유래가 되었다고 한다. 미국의 산타 클로스가 영국의 성탄절뿐만 아니라 세인트 니콜라스 (Saint Nicholas)에서 유래했다고 한다. '산타 클로스'라는 이름은 부분적으로 네덜란드 성자의 이름인 신터클라스(Sinterklaas)에서 유래되었다고 한다.

## 국가별 풍습

### 서부 유럽
슬로베니아와 크로아티아에서는 작년 한 해 좋은 행동으로 그들을 칭찬하고 권유하고, 내 년에도 착하게 행동하라는 의미로 어린이들에게 선물을 제공한다. 만일 아이들이 착하게 굴지 않으면 파케즈(Parkelj)라는 신이 찾아와 부모님에게 아이들을 혼내줄 막대기를 주고 갈 것이라는 속설이 있다. 체코 공화국과 슬로바키아, 폴란드에서는 크네 흐트 루프레히트(Knecht Ruprecht)라는 악마와 그의 균형추 역할을하는 천사가 있다고 믿는다. 체코, 폴란드 및 슬로바키아의 어린이들은 12월 5일 저녁 또는 12월 6일 아침 베개 밑이나 창가 또는 신발 뒤에서 사탕과 작은 선물을 받고는 한다. 헝가리, 크로아티아, 루마니아에서는 12월 5일 저녁에 아이들이 창가에 부츠를 올려 놓는다. 다음날 성 니콜라우스가 착한 아이들에게는 선물을 두고 가고, 나쁘게 군 아이들에게는 크람 푸즈(Krampusz)라는 무서운 가상의 인물을 데려온다는 속설이 있다.

### 프랑스
프랑스에서 성 니콜라스의 날은 주로 알자스, 노르파드칼레, 로레인 등에서 시작되었으며, 어린이를 위한 선물, 비스킷 및 과자로 가득 찬 바구니를 당나귀에 메는 것이 전통이다. 12월 6일에 온 가족이 모여 조부모들에게 성자에 관한 이야기를 듣는다고 한다. 아이들은 길 잃고 굶주린 세 명의 아이들에 관한 노래를 부른다. 사악한 정육점 사장이 그들을 가게로 끌어들여 죽인 후 큰 욕조에 아이들을 소금에 절였다는 끔찍한 내용이다. 그러나 이 아이들은 세인트 니콜라스의 축복으로 부활하여 가족들에게 돌아와 아이들의 보호자의 상징이 되었다고 한다. 프랑스의 여러 동상과 그림에서 종종 이 사건을 묘사하고 있다.
제과점 및 가정집에서는 매운 진저 브레드 비스킷과 만날라(mannala)라는 성자 모양의 브리오슈를 구운다. 학교에서는 아이들이 노래를 배우고 성 니콜라스에 관한 예술과 공예품을 만들고 보육원에서는 세인트 니콜라스 모양의 초콜릿을 나눠준다.

### 벨기에
네덜란드는 12월 5일, 벨기에에서는 12월 6일 아침 성 니콜라스의 날을 축하한다. 이 날 아이들은 신발을 굴뚝 앞에 두고 Sinterklaas 노래를 부른다. 종종 그들은 성 니콜라스 (St. Nicholas)의 말에 선물로 당근이나 약간의 건초를 신발에 넣는다. 다음 날 아침 과자,대리석, 장난감 등의 작은 선물이 신발 안에 들어있다. 실제로, 산타 클로스와 마찬가지로, 모든 아이들은 구별없이 선물을 받는다. 이것은 종종 집이나 거실 바깥에 선물로 가득 찬 가방을 두거나, 이웃이나 부모가 문이나 창을 쾅쾅 친다.

### 이탈리아
이탈리아에서는 성 니콜라스를 바리(Bari)시의 수호신으로 기린다.  페스타 디 산 니콜라(Festa di San Nicola)라는 축제가 5월 7-9일에 열린다. 특히 5월 8일에는 여러 보트에 성자의 유물을 담아 도시 앞 항구에서 나르는 행사를 연다. 12월 6일에는 리토 델레 누빌리(Lito delle nubili)라는 의식이 있다. 남편을 찾고 싶어하는 미혼 여성들은 이른 아침 미사에 참석한다. 사사리에서는 결혼 생활에 도움이 필요한 젊은 여성들에게 선물을 준다고 한다. 문화적 배경에 따라 이탈리아의 일부 가족에서는이 축하가 크리스마스보다 중요하게 여겨진다.

## 성 니콜라우스 축제
성 니콜라우스의 날을 기리는 축제는 전 세계 각 곳에서 개최된다. 이 날 사람들은 선물을 나누거나, 파티를 열거나 행진을 하기도 한다.
각 국가의 축제에 대한 사이트

## 같이 보기
- 크리스마스
- 성 니콜라우스
- 성 니콜라우스 성당
- 신터클라스
- 산타클로스